# Al-Wathba SC
El Al-Wathba SC (en árabe: نادي الوثبة الرياضي‎) es un equipo de fútbol de la ciudad de Homs en Siria fundado en 1937, el club milita en la Liga Premier de Siria.

## Historia
Al-Wathba es un club de fútbol profesional con sede en Homs, y es uno de los clubes sirios más antiguos.
Fue fundada en 1937 bajo el nombre de "Alfedaa Club" por varios jóvenes atletas aficionados que tomaron Dar Aljodi (ubicado en el barrio de Alhamadiah en Homs) como un lugar para practicar sus actividades deportivas.
En 1953 el club obtuvo la licencia, agregando fútbol, juegos de baloncesto, atletismo, natación, ciclismo y ganaron el campeonato Homs de 1963 a 1968.
Al-Wathba es el primer club de fútbol representado por la ciudad de Homs en la Liga Premier de Siria, que comenzó en 1973.
Suministraron al equipo nacional de fútbol jugadores muy conocidos como Abd-Almasseih-Eldona, Fouad Al Ghurair, Abdel-Alim Kolko, Nasif, Salkini, Shattour, Khouri, Birini, Raslan Iyad Mando y muchos más.
En febrero de 2013, durante la guerra civil siria, Yusef Suleiman, uno de los jugadores murió en un ataque con mortero en el estadio Tishreen.
El club estuvo muy cerca de ganar la Liga Premier de Siria muchas veces durante la década de 1980, o la "edad de oro" según sus fanáticos, el mejor lugar que lograron fue el segundo en 1982 y 1983.
Otros logros: torneo de Al-Karamah y la liga juvenil dos veces.

## Palmarés
- Copa de Siria: 1

2018-19

## Participaciones en competiciones de la AFC
- Copa de la AFC: 1 aparición

2020: